# Елизаветопольское
Елизаветопольское — село в Карталинском районе Челябинской области России. Входит в состав Южно-Степного сельского поселения.

## География
Через село протекает река Карагайлы-Аят. Расстояние до районного центра города Карталы 25 км.

## История
Село основано в 1842—1843 годах как военное поселение.
В 1865 году построена церковь во имя Святого Николая Чудотворца, в 1933 разрушена. Восстановлена, первый молебен проведен в 2012 году.
В 1889 году открылась церковно-приходская школа для мальчиков.
На территории села действует К(Ф)Х «Елизаветопольское».

## Археологические памятники
«Елизаветпольское 1, 2, 7, 20» и одиночные курганы «Карагайлы 28, 29» и др. — поселения, археологические памятники. Находятся на берегу реки Карагайлы-Аят, на разном расстоянии от села Елизаветопольского. Недалеко от посёлка, около 7,2 км, обнаружен объект культурного наследия регионального значения (эпоха бронзы, XXI—XVIII вв. до н. э.), группа археологических памятников «Каменный Амбар».

## Население
| 2002 | 2010 |
| ---- | ---- |
| 613  | ↘531 |

## Улицы
- Гагарина,
- Железнодорожная,
- Железнодорожный переулок,
- Набережная,
- Центральная.

## Инфраструктура
- Клуб,
- фельдшеско-акушерский пункт,
- детский сад,
- библиотека.